# Huberto González
Huberto González (Pontevedra, 24 de febrer de 1868 - 23 de febrer de 1923) fou un violinista gallec.
Posseïa un domini absolut del violí i una execució meravellosa, havent escrit, a més, per aquell instrument, diverses obres que ell es complia en deixar sentir i que moriren amb ell, ja que s'ignora que mai es publiquessin.
En la seva joventut recorregué arreu d'Espanya donant concerts; però si l'èxit artístic fou gran, l'econòmic no ho va ser tant, i per això, reduint les seves ambicions, es conformà a ser concertino o primer violí de les orquestres del Teatro Real, de la Simfònica i de la Capella Reial.